# Kakossa
Kakossa est une ville et une sous-préfecture de Guinée, rattachée à la préfecture de Forécariah et la région de Kindia. 

## Population
En 2016, le nombre d'habitants est estimé à 10 041, à partir d'une extrapolation officielle du recensement de 2014 qui en avait dénombré 9 389.